# 勒格蘭德 (愛荷華州)
勒格蘭德（英語：Le Grand）是一個位於美國愛荷華州馬歇爾縣和泰馬縣的城市。

## 地理
勒格蘭德的座標為42°00′22″N 92°46′35″W / 42.00611°N 92.77639°W，而該地的平均海拔高度為284米（即932英尺）。

## 人口
根據2010年美國人口普查的數據，勒格蘭德的面積為2.72平方千米，當中陸地面積為2.69平方千米，而水域面積為0.03平方千米。當地共有人口938人，而人口密度為每平方千米344人。